# Rondo pour piano no 1 de Mozart
Le Rondo no 1 en ré majeur, K. 485, pour piano de Wolfgang Amadeus Mozart a été composé le 10 janvier 1786 à Vienne.

## Composition et éditions
Selon la Neue Mozart-Ausgabe, le manuscrit autographe conservé à New York porte la date de composition (10 janvier 1786) de la main de Mozart, ainsi qu'une dédicace peu lisible à une élève non-identifiée. La première édition à lieu la même année à Vienne, chez Hoffmeister. Le rondo est ensuite régulièrement réédité et entre dans le répertoire pédagogique classique du piano.

## Structure
Le rondo est marqué Allegro, en ré majeur, à  et comporte 167 mesures. Les mesures 1 à 59 sont répétées deux fois. Le thème servant de refrain au rondo est identique au second thème du troisième mouvement du Quatuor avec piano en sol mineur, K. 478.
Le retour du refrain présente une originalité par rapport à la forme rondo habituelle. En effet ce retour (souvent incomplet) se fait dans différentes tonalités, occasionnant de nombreuses modulations. Ainsi, si l'énoncé est en ré majeur, la première section (avant reprise) voit un premier retour varié à la dominante la majeur (mesure 36). La deuxième section voit un retour du refrain à la sous-dominante sol majeur (mesure 71), puis de nouveau ré majeur (mesure 95) suivi immédiatement du ton homonyme ré mineur (mesure 103) et de son relatif fa majeur (mesure 112) ; après un retour en ré majeur, on a une modulation au ton éloigné de si bémol majeur (mesure 138) avant une coda en ré majeur.
Une exécution du rondo (avec la reprise et un tempo d'allegro modéré) prend environ 6 minutes.

## Interprétations
Bien que les pièces isolées de Mozart soient moins enregistrées que ses sonates, les plus grands pianistes mozartiens ont inscrit ce rondo à leur répertoire. On peut notamment citer les interprétations de Claudio Arrau, Mitsuko Uchida, Maria João Pires, ou encore celle de Vladimir Horowitz lors de son dernier récital.